# Gymnaestrada

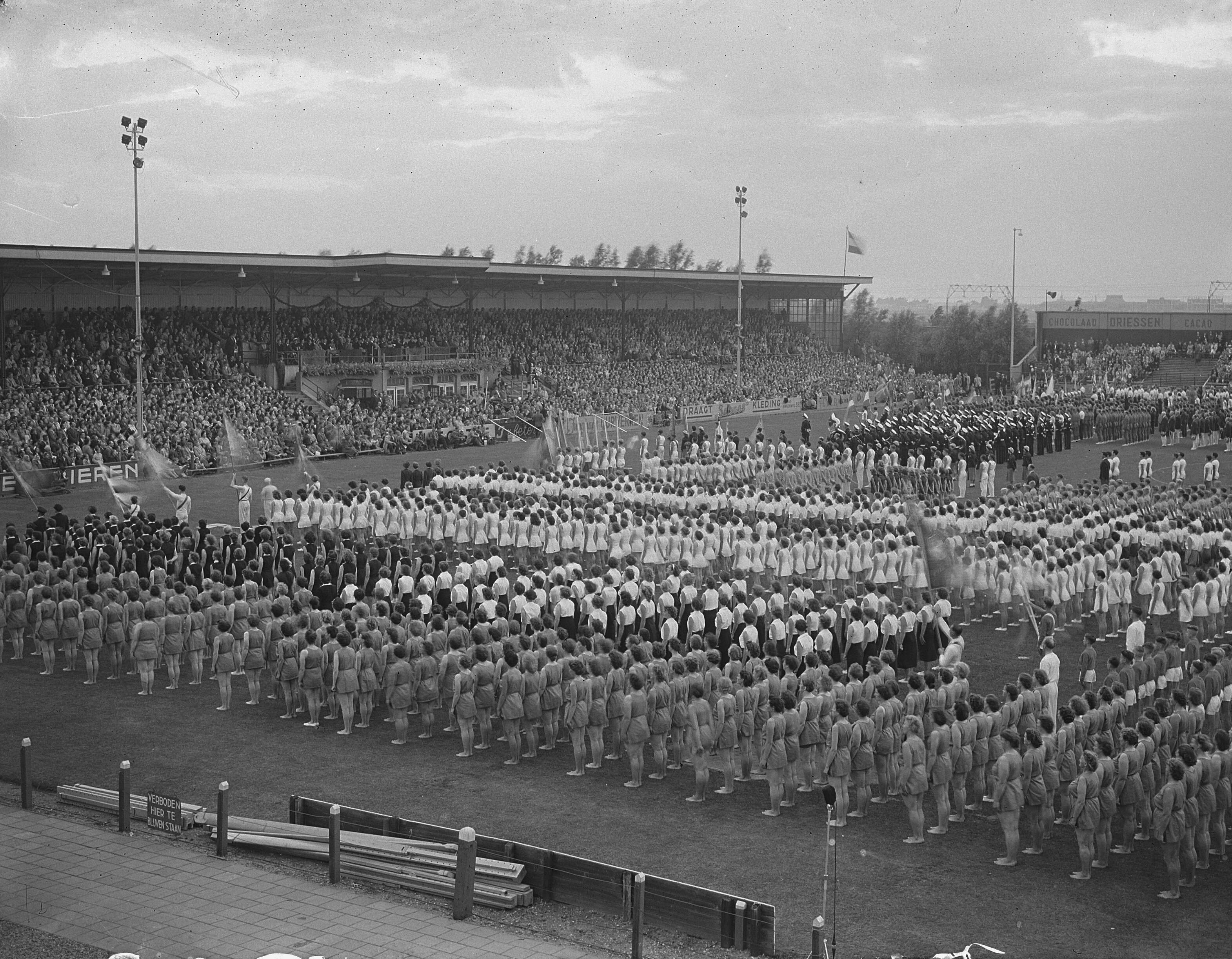
De Wereld Gymnaestrada van 1953 in Rotterdam

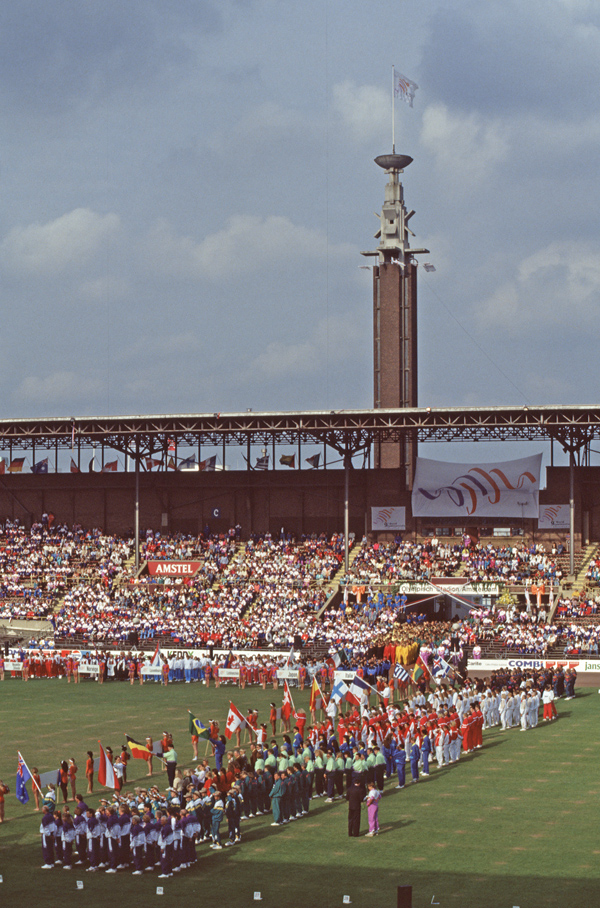
Gymnaestrada in het Olympisch Stadion Amsterdam, 1991

De Wereld Gymnaestrada is een internationaal gymnastiekevenement dat net als de Olympische Spelen elke vier jaar georganiseerd wordt in een ander land. Dit zes dagen durende festival werd voor het eerst georganiseerd in 1953 in Nederland en is sindsdien alleen maar uitgebreid. De Wereld Gymnaestrada bestaat louter en alleen maar uit demonstraties, zonder wedstrijdelement. Dit maakt de Wereld Gymnaestrada tot een uniek sportevenement. Er zijn verschillende disciplines te zien, onder andere rope skipping, rhönrad, trampolinespringen, dans, acrogym, aerobics, gymnastiek en Groepsspringen. Het doel van de Wereld Gymnaestrada is om mensen met eenzelfde passie uit heel de wereld bijeen te brengen. Wat begon met 14 verschillende landen en ongeveer 5000 deelnemers, groeide uit tot een festiviteit met 55 verschillende landen en 21 000 deelnemers.

## Programma
De Gymnaestrada wordt geopend met een grote openingsceremonie, waarin het gastland een show opzet. De daaropvolgende dagen zijn er heel de dag door optredens in de centrale hallen. Buiten deze hallen worden er ook city performances georganiseerd in de omliggende dorpen, deze vinden meestal in de open lucht plaats. Er worden ook nationale avonden georganiseerd, waar elk land zijn specialiteiten tentoon kan spreiden en zijn kunsten kan laten zien. 's Vrijdags is er het FIG-gala, hier treden de creatiefste groepen nog een laatste maal op. De Wereld Gymnaestrada wordt uiteindelijk afgesloten met een sluitingsceremonie, waarin het gastland van de volgende Wereld Gymnaestrada ten slotte een show geeft.

## Wereldgymnaestrada's

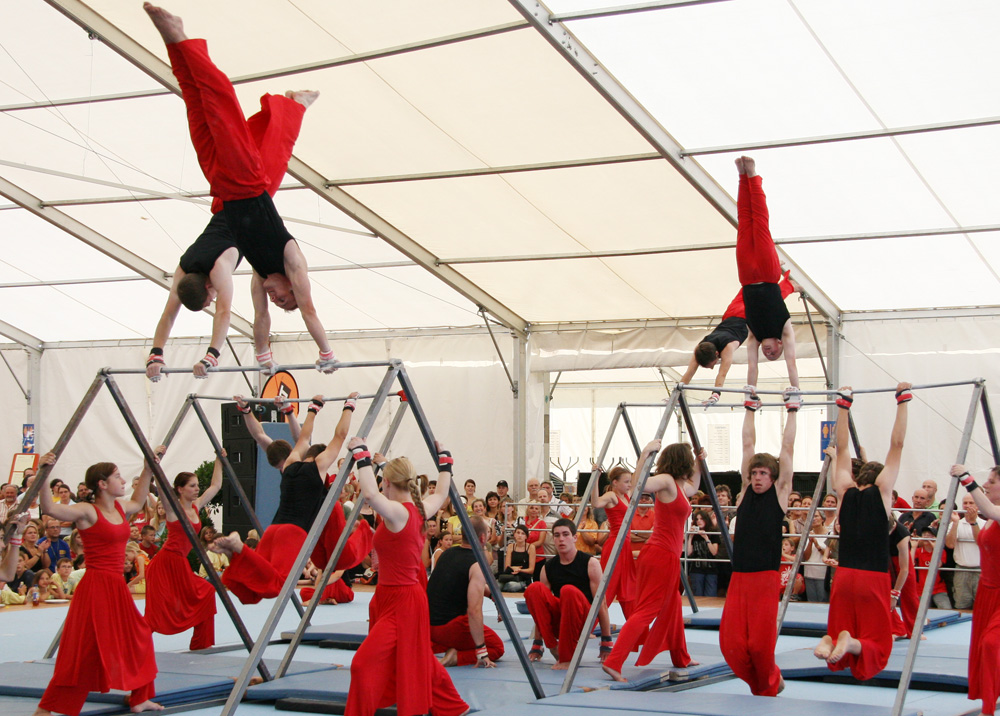
Een Gymnaestrada performance in Wolfurt (Vorarlberg), 2007

| jaar | stad      | land           |
| ---- | --------- | -------------- |
| 1953 | Rotterdam | Nederland      |
| 1957 | Zagreb    | Joegoslavië    |
| 1961 | Stuttgart | West-Duitsland |
| 1965 | Wenen     | Oostenrijk     |
| 1969 | Bazel     | Zwitserland    |
| 1975 | Berlijn   | West-Duitsland |
| 1982 | Zürich    | Zwitserland    |
| 1987 | Herning   | Denemarken     |
| 1991 | Amsterdam | Nederland      |
| 1995 | Berlijn   | Duitsland      |
| 1999 | Göteborg  | Zweden         |
| 2003 | Lissabon  | Portugal       |
| 2007 | Dornbirn  | Oostenrijk     |
| 2011 | Lausanne  | Zwitserland    |
| 2015 | Helsinki  | Finland        |
| 2019 | Dornbirn  | Oostenrijk     |
| 2023 | Amsterdam | Nederland      |
| 2027 | Lissabon  | Portugal       |

### Wereld Gymnaestrada 2007
De 13e Gymnaestrada vond van 8 tot 14 juli 2007 in Dornbirn in het Oostenrijkse deelstaat Vorarlberg plaats.
Meer dan 22.000 gymnasten uit 53 landen namen deel aan het evenement. De openings- en sluitingsceremoniën in het Birkenwiese Stadium trokken elk een publiek van 30.000. De deelnemers werden verzorgd door ongeveer 8.000 vrijwilligers.

### Wereld Gymnaestrada 2019

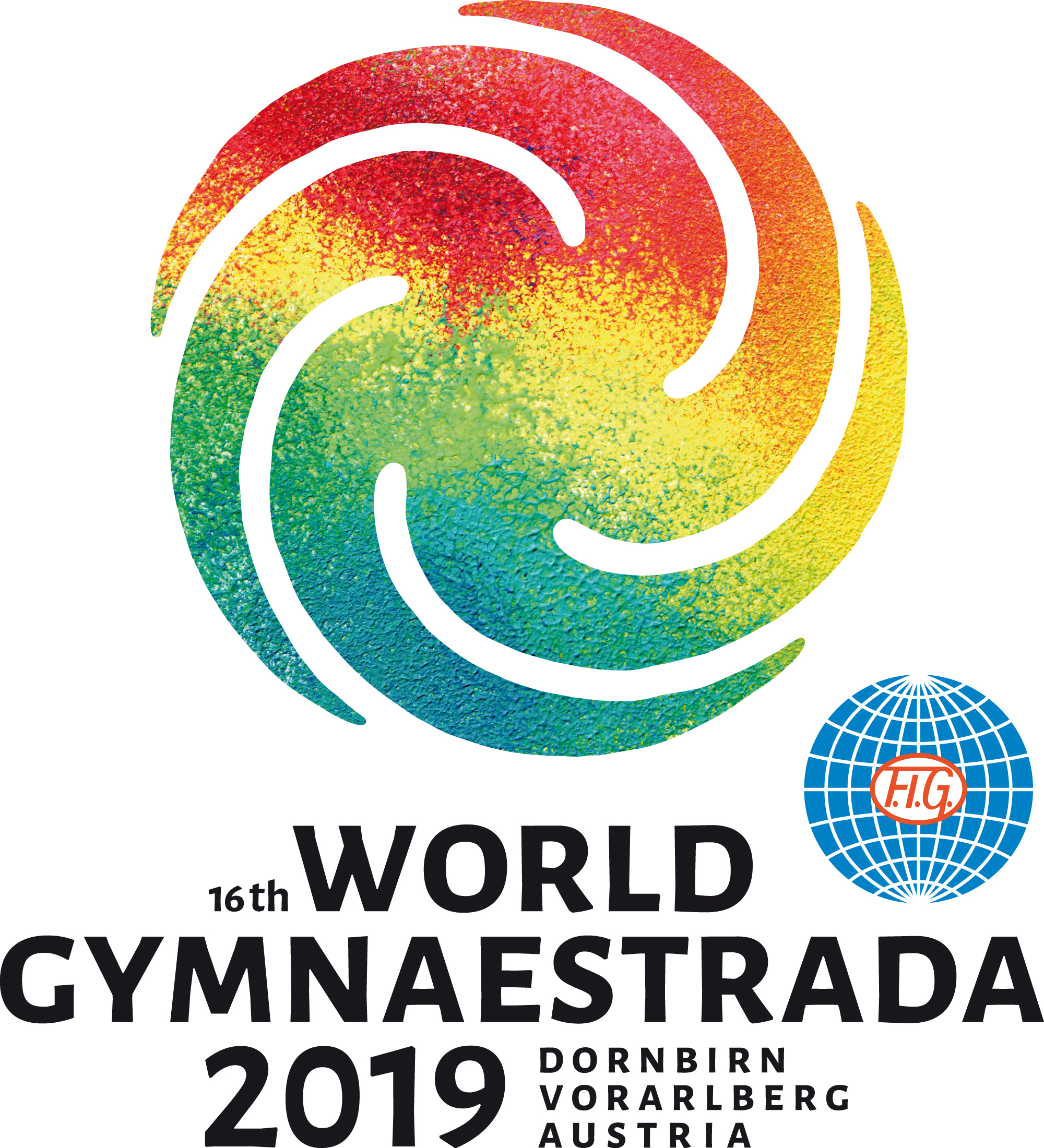
Logo van de 16de Gymnaestrada in Vorarlberg (Oostenrijk)

Voor de 16e Gymnaestrada in Dornbirn (Oostenrijk) worden deelnemers uit meer dan 60 landen verwacht. Het is de tweede keer dat dit evenement in Dornbirn wordt gehouden.